# Рябінкіна Ольга Сергіївна
Ольга Сергіївна Рябінкіна (24 вересня 1976, Брянськ) — російська легкоатлетка, спеціалістка з штовхання ядра. Виступала за збірну Росії з легкої атлетики у 1990-х та 2000-х роках, чемпіонка світу, володарка бронзових медалей чемпіонатів Європи, чемпіонка та призерка першостей національного значення, учасниця двох літніх Олімпійських ігор. Представляла Брянську область та Санкт-Петербург. Майстер спорту Росії міжнародного класу.

## Біографія
Ольга Рябінкіна народилася 24 вересня 1976 року у Брянську.
Почала займатися легкою атлетикою в 1991 під керівництвом свого батька Сергія Рябінкіна, пізніше проходила підготовку у тренерів А. В. Андрєєва і Т. Пастухової. Закінчила Московський державний соціальний університет. Виступала за всеросійське фізкультурно-спортивне товариство «Динамо» (Санкт-Петербург).
Вперше заявила про себе у штовханні ядра на міжнародній арені у сезоні 1993 року, коли увійшла до складу російської національної збірної та виграла срібну медаль на літніх Європейських юнацьких Олімпійських днях у Валкенсварді.
У 1994 році посіла дев'яте місце на юніорській світовій першості в Лісабоні.
У 1995 році стала бронзовою призеркою на юніорській європейській першості в Ньіредьхазі.
У 1997 році відзначилася виступом на молодіжній європейській першості в Турку, ставши четвертою в штовханні ядра і в метанні диска.
На дорослому чемпіонаті Росії 2000 року у Тулі була третьою. За підсумками чемпіонату отримала право захищати честь країни на Олімпійських іграх у Сіднеї — з результатом 17,85 метра закрила тут десятку найсильніших.
У 2003 році виграла бронзові медалі на зимовому чемпіонаті Росії в Москві та на літньому чемпіонаті Росії в Тулі. Брала участь у чемпіонаті світу у Парижі, але у фінал вийшла.
У 2004 році здобула перемогу в особистому заліку Кубка Європи в Бидгощі, тим самим допомогла своїм співвітчизницям виграти загальний командний залік. Перебуваючи серед лідерів російської легкоатлетичної збірної, пройшла відбір на Олімпійські ігри в Афінах — цього разу показала результат рівно 18 метрів, чого виявилося недостатньо для подолання попереднього кваліфікаційного етапу.
Після афінської Олімпіади Рябінкіна залишилася у складі російської національної збірної на ще один олімпійський цикл та продовжила брати участь у найбільших міжнародних змаганнях. Так, у 2005 році вона перемогла на зимовому чемпіонаті Росії у Волгограді, стала бронзовою призеркою на чемпіонаті Європи в приміщенні в Мадриді, була кращою на літньому чемпіонаті Росії в Тулі та здобула срібну медаль на чемпіонаті світу в Гельсінкі (пізніше у зв'язку з дискваліфікацією білоруської штовхальниці ядра Надії Остапчук була проголошена чемпіонкою).
Після афінської Олімпіади Рябінкіна залишилася у складі російської національної збірної на ще один олімпійський цикл і продовжила брати участь у найбільших міжнародних змаганнях. Так, у 2005 році вона перемогла на зимовому чемпіонаті Росії у Волгограді, стала бронзовою призеркою на чемпіонаті Європи в приміщенні в Мадриді, була кращою на літньому чемпіонаті Росії в Тулі і завоювала срібну медаль на чемпіонаті світу в Гельсінкі (пізніше у зв'язку з дискваліфікацією білоруської штовхальниці ядра Надії Остапчук була проголошена чемпіонкою)[1].
У 2006 році перемогла на зимовому чемпіонаті Росії в Москві, стала другою на Кубку Європи з зимових метань у Тель-Авіві та третьою на домашньому чемпіонаті світу в приміщенні в Москві. Крім цього, стала срібною призеркою на літньому чемпіонаті Росії в Тулі, четвертою на чемпіонаті Європи в Гетеборг (після дискваліфікації Остапчук піднялася до третього місця), посіла друге місце в особистому заліку на Кубку світу в Афінах.
У 2006 році перемогла на зимовому чемпіонаті Росії в Москві, стала другою на Кубку Європи з зимових метань в Тель-Авіві і третьою на домашньому чемпіонаті світу в приміщенні в Москві. Крім цього, стала срібною призеркою на літньому чемпіонаті Росії в Тулі, четвертою на чемпіонаті Європи в Гетеборзі (після дискваліфікації Остапчук піднялася до третього місця), посіла друге місце в особистому заліку на Кубку світу в Афінах.
У 2007 році завоювала бронзу на зимовому чемпіонаті Росії у Волгограді та на чемпіонаті Європи у приміщенні у Бірмінгемі.
За видатні спортивні результати удостоєна почесного звання «Майстер спорту Росії міжнародного класу».
У 2015 році Міжнародна асоціація легкоатлетичних федерацій (IAAF) ініціювала перепровірку допінг-проб з чемпіонату світу 2005 року — в результаті кількох спортсменів запідозрили у використанні заборонених речовин, у тому числі підозрілою виявилася і проба Ольги Рябінкіної — стояло питання про позбавлення її золотої медалі. Проте, пізніше Всесвітнє антидопінгове агентство (WADA) заявило, що відповідно до чинного регламенту IAAF не мала права перевіряти ці проби, оскільки з моменту їх взяття минуло вже більше ніж вісім років. Таким чином, підозрювані спортсмени не понесли жодного покарання.
У 2015 році Міжнародна асоціація легкоатлетичних федерацій (IAAF) ініціювала перепровірку допінг-проб з чемпіонату світу 2005 року — в результаті декількох спортсменів запідозрили у використанні заборонених речовин, в тому числі підозрілою виявилася і проба Ольги Рябінкіної — стояло питання про позбавлення її золотої медалі. Проте пізніше Всесвітнє антидопінгове агентство (WADA) заявило, що відповідно до чинного регламенту IAAF не мала права перевіряти ці проби, оскільки з моменту їх взяття минуло вже більше ніж вісім років. Таким чином, підозрювані спортсмени не понесли жодного покарання[1].